# Josiah Gorgas
Josiah Gorgas (Nabij Elizabethtown (Pennsylvania), 1 juni 1818 - Tuscaloosa (Alabama), 15 mei 1883) was een van de weinige Geconfedereerde generaals tijdens de Amerikaanse Burgeroorlog die in het Noorden was geboren. Als chief of ordnance (hoofd legermaterieel) wist hij de Zuidelijke legers tijdens de hele oorlog te bevoorraden met wapens en munitie, ondanks de Noordelijke blokkade en hoewel het Zuiden vóór de oorlog geen wapenindustrie van betekenis had. Hij hield een dagboek bij tijdens de oorlog, dat nu een populair onderwerp van historische studie is.

## Vroege jaren
Josiah Gorgas werd geboren in de buurt van Elizabethtown in Pennsylvania. Hij studeerde af van West Point in 1841 en ging bij het ordnance corps (logistieke korps). Hij diende in de Mexicaans-Amerikaanse Oorlog en werd in 1855 bevorderd tot kapitein. In 1853 trouwde hij met Amelia Gayle, de dochter van de voormalige gouverneur van Alabama John Gayle. In 1854 werd hun zoon William Crawford Gorgas geboren, die later Surgeon General zou worden. Gorgas diende in wapenarsenalen op verschillende plaatsen in de VS voordat de burgeroorlog uitbrak.

## Amerikaanse Burgeroorlog
Hij volgde zijn vrouw naar het Zuiden, ging in Richmond wonen en werd hoofd legermaterieel voor de Confederatie. In deze functie wist hij wonderen te verrichten door een wapen- en munitie-industrie te creëren vanuit het niets. Het zuiden had slechts één ijzersmelterij, de Tredegar Iron Works. Er waren geen geweer-fabrieken behalve kleine arsenalen in Richmond en Fayetteville, plus de veroverde machines uit het Unie-wapenarsenaal in Harpers Ferry. Gorgas stichtte wapenfabrieken en ijzersmelterijen, vond alternatieve bronnen voor salpeter en begon een enorme buskruit-fabriek in Augusta (Georgia). Dankzij zijn inspanningen hadden de Zuidelijke altijd voldoende wapens en munitie om mee te vechten, al hadden ze verder tekort aan bijna alles. Op 10 november 1864 werd Gorgas tot brigadegeneraal bevorderd.

## Latere Jaren
Na de oorlog ging Gorgas werken aan de pas opgerichte University of the South in Sewanee, Tennessee. In 1878 werd hij benoemd tot president van de University of Alabama in Tuscaloosa en verhuisde naar het huis dat nog steeds Gorgas House heet. In 1883 overleed hij, waarna zijn vrouw bibliothecaris van de universiteit werd.

## Militaire loopbaan
- Second Lieutenant (USA): 1 juli 1841[2]
- First Lieutenant (USA): 3 maart 1847[3][2]
- Captain (USA): 1 juli 1855
- Uitdiensttreding USA: 21 maart 1861[3]
- Major (CSA):[4]
- Chief of Ordnance (CSA):[4]
- Lieutenant Colonel (CSA):
- Colonel (CSA):
- Brigadier General (CSA): 10 november 1864